# Arthur Stille
Arthur Gustaf Henrik Stille (født 16. juli 1863 i Osby, død 19. april 1922 i Lund) var en svensk historiker.

## Liv og gerning
Stille blev student i 1881, dr.phil. i 1889, docent i historie ved Lunds Universitet i 1892 og professor i 1908. Hans virksomhed som historiker var i sin art banebrydende; han var nemlig den første i Sverige, som tog krigshistorien op til virkelig videnskabelig behandling med udnyttelse af topografiske, strategiske og taktiske synspunkter. 
I en række monografier har han indgående udredet alle de vigtigere felttog inden for det sydlige Sveriges nuværende grænser: 
- "Fälttågen i Skåne 1676—79" (Svensk historisk tidskrift, 1901),
- Kriget i Skåne 1709—10 (1903),
- "Fälttåget i Skåne och Halland 1657" (Historisk tidskrift för Skåneland, 1904—08),
- "De ledande idéerna i krigsföringen i Norden 1563—70" (Lunds Universitets årsskrift, 1918),
- Saxo’s skånska stridsskildringar (Vitt. hist.- och antikvarisk-akademiska handlingar, 1923).

Af største betydning for den senere Karl XII's forskning blev også Karl XII’s fälttågsplaner 1707—09 (1908), det første videnskabelig underbyggede forsøg på at forstå Karl XII som feltherre. I sine senere år arbejdede S. med undersøgelser over Karl XII’s tyrkiske år; han nåede kun at få publiceret den udmærkede oversigt "Karl XII och Porten 1709-14" (i: Karl XII. Till 200-årsdagen av hans død . . ., udg. af S. E. Bøving, 1918). 
Han var en fremragende kender af de skånske landskabers historie.